# Zuid-Pagai
Zuid-Pagai (Indonesisch: Pagai Selatan) is een eiland van 55 km bij 20 kilometer net ten westen van Sumatra, Indonesië. Het eiland maakt deel uit van de Mentawai-eilanden en is onderdeel van de provincie West-Sumatra.
Het eiland werd zwaar getroffen tijdens de tsunami in oktober 2010.